# 2007-es magyar fedett pályás atlétikai bajnokság
A 2007-es magyar fedett pályás atlétikai bajnokság a 34. bajnokság volt. A többpróba számait február 3–4-én tartották a Syma Csarnokban.

## Eredmények

### Férfiak
| Versenyszám      | Arany                                                              | Arany    | Ezüst                                                      | Ezüst    | Bronz                                                     | Bronz    |
| ---------------- | ------------------------------------------------------------------ | -------- | ---------------------------------------------------------- | -------- | --------------------------------------------------------- | -------- |
| 60 m             | Németh Gergely Ferencvárosi TC                                     | 6,71     | Szebeny Miklós Vasas                                       | 6,78     | Miklós Péter Bp. Honvéd                                   | 6,80     |
| 200 m            | Szebeny Miklós Vasas                                               | 21,78    | Miklós Péter Bp. Honvéd                                    | 22,01    | Dávid Zoltán Debreceni SC-SI                              | 22,14    |
| 400 m            | Takács Dávid VEDAC                                                 | 47,98    | Bartha László                                              | 48,74    | Borsányi Zoltán TFSE                                      | 49,05    |
| 800 m            | Takács Dávid VEDAC                                                 | 1:50,54  | Kazi Tamás TFSE                                            | 1:51,93  | Szemeti Péter Újpesti TE                                  | 1:52,51  |
| 1500 m           | Bene Barnabás Pécsi FK                                             | 3:43,35  | Szemeti Péter Újpesti TE                                   | 3:47,26  | Csillag Balázs AC Szekszárd                               | 3:48,25  |
| 3000 m           | Bene Barnabás Pécsi FK                                             | 8:08,18  | Csillag Balázs AC Szekszárd                                | 8:08,56  | Tóth László Pécsi FK                                      | 8:09,02  |
| 4 × 400 m        | Antalóczy Csaba Armuth Gábor Benyhe Miklós Wagner Gábor Ikarus BSE | 3:17,59  | Borsányi Zoltán Kasper István Kazi Tamás Kámán Bálint TFSE | 3:17,74  | Doma Csaba Kállay Dániel Takács Dávid Tibola István VEDAC | 3:17,93  |
| 60 m gát         | Kiss Dániel Ikarus BSE                                             | 7,80     | Szabó Attila Debreceni SC-SI                               | 8,12     | Kasper István TFSE                                        | 8,16     |
| 5000 m gyaloglás | Dudás Gyula MISI SC                                                | 20:29,44 | Kapéri Levente MISI SC                                     | 20:31,81 | Novák László Bp. Honvéd                                   | 20:34,10 |
| magasugrás       | Vaskó Zoltán Alba Regia AK                                         | 2,20 m   | Boros László Debreceni SC-SI                               | 2,20 m   | Papp Attila Debreceni SC-SI                               | 2,05 m   |
| rúdugrás         | Váczi János Zalaegerszegi AC                                       | 5,10 m   | Szabó Zoltán Debreceni SC-SI                               | 5,00 m   | Szabó Dezső KSI                                           | 5,00 m   |
| távolugrás       | Margl Tamás Tatabányai SC                                          | 7,35 m   | Páhy Zsolt Egri SSE                                        | 7,15 m   | Skoumal Péter Debreceni SC-SI                             | 7,14 m   |
| hármasugrás      | Ungvári Péter KSI                                                  | 15,14 m  | Varga Lóránt NYVSC-Nyírsuli                                | 14,46 m  | Jaeger Ákos Gödöllői EAC                                  | 14,26 m  |
| súlylökés        | Bíber Zsolt Szolnoki MÁV                                           | 18,98 m  | Kürthy Lajos Mohácsi TE                                    | 18,96 m  | Máté Gábor Csabai ASE                                     | 17,64 m  |
| hétpróba         | Szabó Attila Debreceni SC                                          | 5390     | Papp Attila Debreceni SC                                   | 5156     | Szekeres Lajos TDAK                                       | 4645     |

### Nők
| Versenyszám      | Arany                                                                          | Arany    | Ezüst                                                                | Ezüst    | Bronz                                                          | Bronz    |
| ---------------- | ------------------------------------------------------------------------------ | -------- | -------------------------------------------------------------------- | -------- | -------------------------------------------------------------- | -------- |
| 60 m             | Vári Edit BEAC                                                                 | 7,60     | Listár Nikolett Alba Regia AK                                        | 7,60     | Rózsa Zsófia Bp. Honvéd                                        | 7,65     |
| 200 m            | Listár Nikolett Alba Regia AK                                                  | 24,35    | Rózsa Zsófia Bp. Honvéd                                              | 25,10    | Varga Bianka Bp. Honvéd                                        | 25,30    |
| 400 m            | Varga Bianka Bp. Honvéd                                                        | 55,80    | Somogyvári Mónika Újpesti TE                                         | 55,83    | Varga Fruzsina Alba Regia AK                                   | 56,34    |
| 800 m            | Bozzay Boglárka VEDAC                                                          | 2:10,50  | Kácser Krisztina Dunaújvárosi AC                                     | 2:10,70  | Bolyki Andrea PMSE                                             | 2:12,28  |
| 1500 m           | Staicu Simona MISI SC                                                          | 4:27,2   | Erdélyi Zsófia Gödöllői EAC                                          | 4:27,4   | Kácser Krisztina Dunaújvárosi AC                               | 4:33,2   |
| 3000 m           | Erdélyi Zsófia Gödöllői EAC                                                    | 9:44,52  | Staicu Simona MISI SC                                                | 9:45,29  | Czebei Réka Favorit AC                                         | 9:48,86  |
| 4 × 400 m        | Listár Nikolett Turcsik Katalin Varga Fruzsina Zsigovics Natália Alba Regia AK | 3:48,24  | Bobcsek Emese Dajka Zita Erdélyi Zsófia Pölöskei Zsófia Gödöllői EAC | 3:51,33  | Doma Zdenka Rózsa Zsófia Szakács Enikő Varga Bianka Bp. Honvéd | 3:52,23  |
| 60 m gát         | Vári Edit BEAC                                                                 | 8,31     | Végvári Dóra Gödöllői EAC                                            | 8,75     | Demeter Klaudia Keszthelyi VDSE                                | 8,86     |
| 3000 m gyaloglás | Kernács Krisztina Bp. Honvéd                                                   | 13:35,84 | Gerendási Eszter BEAC                                                | 13:35,90 | Madarász Viktória Alba Regia AK                                | 13:41,16 |
| magasugrás       | Győrffy Dóra Debreceni SC-SI                                                   | 1,89 m   | Babos Rita Győri Dózsa                                               | 1,77 m   | Szabó Barbara Újpesti TE                                       | 1,73 m   |
| rúdugrás         | Molnár Krisztina Újpesti TE                                                    | 4,40 m   | Olgyay-Szabó Zsuzsanna Bp. Honvéd                                    | 3,60 m   | B. Kiss Evelin TFSE                                            | 3,40 m   |
| távolugrás       | Deák Katalin Ferencvárosi TC                                                   | 6,01 m   | Végvári Dóra Gödöllői EAC                                            | 5,98 m   | Babos Rita Győri Dózsa                                         | 5,93 m   |
| hármasugrás      | Babos Rita Győri Dózsa                                                         | 12,66 m  | Rácz Tünde NYVSC-Nyírsuli                                            | 12,15 m  | Pálfy Ivett TFSE                                               | 12,11 m  |
| súlylökés        | Márton Anita Békéscsabai AC                                                    | 15,19 m  | Divós Katalin Dobó SE                                                | 14,23 m  | Lukóczki Nárcisz Békéscsabai AC                                | 13,65 m  |
| ötpróba          | Végvári Dóra Gödöllői EAC                                                      | 3674     | Demeter Klaudia Keszthelyi VDSE                                      | 3512     | Vörös Orsolya Kecskeméti ARC                                   | 3450     |